# Fifa Confederations Cup 2003
FIFA Confederations Cup 2003 spelades i Frankrike 18-29 juni 2003.
Frankrike försvarade sin titel från 2001, men turneringen överskuggades av Kameruns spelare Marc-Vivien Foé som avled av en hjärtinfarkt i semifinalmatchen mot Colombia. Marc-Vivien Foés död förenade de franska och kamerunska lagen i finalmatchen och efter Frankrikes vinst lyfte den franske lagkaptenen Marcel Desailly trofén tillsammans med Kameruns lagkapten Rigobert Song.

## Kvalificerade lag

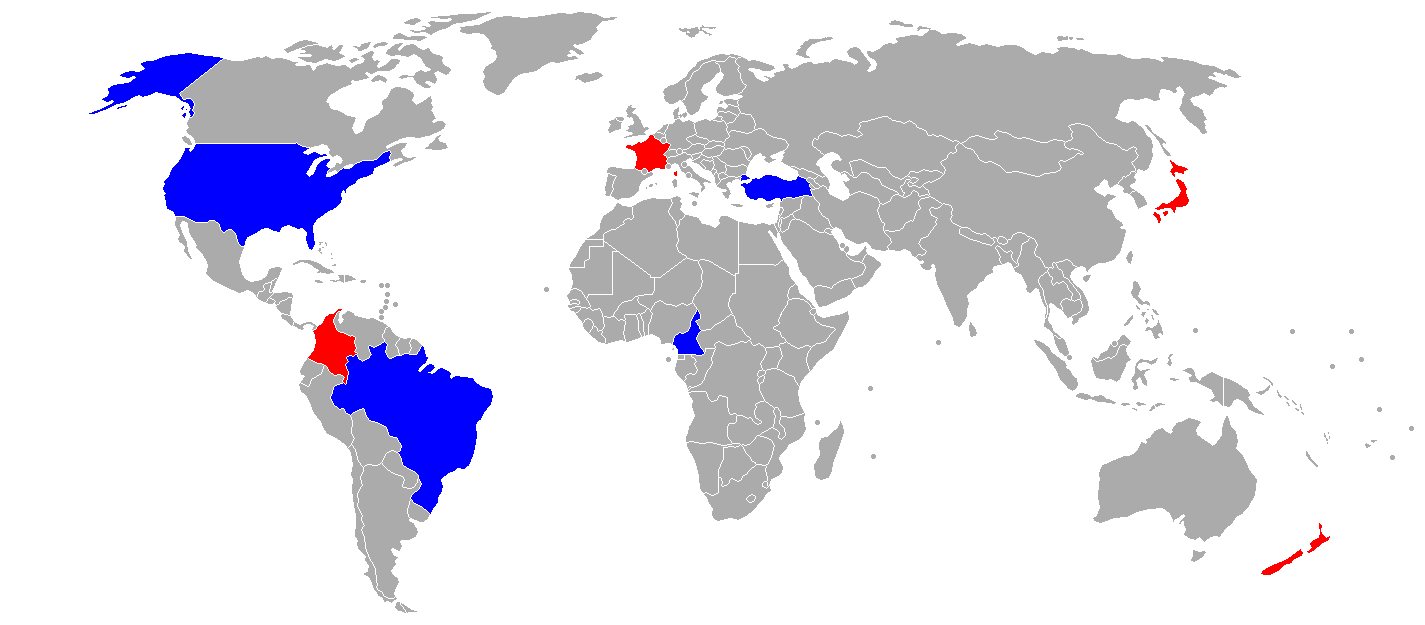
Deltagande nationer vid FIFA Confederations Cup 2003

Åtta lag från sex fotbollsfederationer deltog i mästerskapet.
| Federation | Kvalificerade lag | Kvalform                                  |
| ---------- | ----------------- | ----------------------------------------- |
| AFC        | Japan             | Asiatiska mästare 2000                    |
| Caf        | Kamerun           | Afrikanska mästare 2002                   |
| Concacaf   | USA               | CONCACAF-mästare 2002                     |
| Conmebol   | Brasilien         | Världsmästare 2002                        |
| Conmebol   | Colombia          | Sydamerikanska mästare 2001               |
| OFC        | Nya Zeeland       | Oceaniska mästare 2002                    |
| Uefa       | Frankrike         | Värd och europamästare 2000               |
| Uefa       | Turkiet           | Bronsmedaljör vid världsmästerskapet 2002 |

## Spelorter och arenor
- Stade de Gerland, Lyon
- Stade de France, Saint-Denis, Paris
- Stade Geoffroy-Guichard, Saint-Étienne

## Domarstab
| AFC - Iran - Masoud Moradi | CAF - Benin - Coffi Codjia | Concacaf - Guatemala - Carlos Batres | Conmebol - Paraguay - Carlos Amarilla - Uruguay - Jorge Larrionda | OFC - Australien - Mark Shield | Uefa - Portugal - Lucílio Batista - Ryssland - Valentin Valentinovitj Ivanov - Tyskland - Markus Merk |

## Gruppspel

### Grupp A
| Nr | Lag         | S | V | O | F | GM | IM | MS  | P |
| -- | ----------- | - | - | - | - | -- | -- | --- | - |
| 1  | Frankrike   | 3 | 3 | 0 | 0 | 8  | 1  | +7  | 9 |
| 2  | Colombia    | 3 | 2 | 0 | 1 | 4  | 2  | +2  | 6 |
| 3  | Japan       | 3 | 1 | 0 | 2 | 4  | 3  | +1  | 3 |
| 4  | Nya Zeeland | 3 | 0 | 0 | 3 | 1  | 11 | −10 | 0 |

| 1          | 18 juni    | Nya Zeeland | 0 – 3           | Japan                        | Stade de France                                                |                                                                |
| 18:00 CEST | 18:00 CEST |             | (0 – 1) Rapport | Nakamura 12′, 75′ Nakata 65′ | Saint-Denis, Paris Publik: 36 038 Domare: Coffi Codjia (Benin) | Saint-Denis, Paris Publik: 36 038 Domare: Coffi Codjia (Benin) |
| 18:00 CEST | 18:00 CEST |             |                 |                              | Saint-Denis, Paris Publik: 36 038 Domare: Coffi Codjia (Benin) | Saint-Denis, Paris Publik: 36 038 Domare: Coffi Codjia (Benin) |
| 18:00 CEST | 18:00 CEST |             |                 |                              | Saint-Denis, Paris Publik: 36 038 Domare: Coffi Codjia (Benin) | Saint-Denis, Paris Publik: 36 038 Domare: Coffi Codjia (Benin) |

| 2          | 18 juni    | Frankrike        | 1 – 0           | Colombia | Stade de Gerland                                       |                                                        |
| 21:00 CEST | 21:00 CEST | Henry 39′ (str.) | (1 – 0) Rapport |          | Lyon Publik: 38 541 Domare: Lucílio Batista (Portugal) | Lyon Publik: 38 541 Domare: Lucílio Batista (Portugal) |
| 21:00 CEST | 21:00 CEST |                  |                 |          | Lyon Publik: 38 541 Domare: Lucílio Batista (Portugal) | Lyon Publik: 38 541 Domare: Lucílio Batista (Portugal) |
| 21:00 CEST | 21:00 CEST |                  |                 |          | Lyon Publik: 38 541 Domare: Lucílio Batista (Portugal) | Lyon Publik: 38 541 Domare: Lucílio Batista (Portugal) |

| 5          | 20 juni    | Colombia                          | 3 – 1           | Nya Zeeland     | Stade de Gerland                                      |                                                       |
| 19:00 CEST | 19:00 CEST | López 58′ Yepes 75′ Hernández 85′ | (0 – 1) Rapport | de Gregorio 27′ | Lyon Publik: 22 811 Domare: Carlos Batres (Guatemala) | Lyon Publik: 22 811 Domare: Carlos Batres (Guatemala) |
| 19:00 CEST | 19:00 CEST |                                   |                 |                 | Lyon Publik: 22 811 Domare: Carlos Batres (Guatemala) | Lyon Publik: 22 811 Domare: Carlos Batres (Guatemala) |
| 19:00 CEST | 19:00 CEST |                                   |                 |                 | Lyon Publik: 22 811 Domare: Carlos Batres (Guatemala) | Lyon Publik: 22 811 Domare: Carlos Batres (Guatemala) |

| 6          | 20 juni    | Frankrike                  | 2 – 1           | Japan        | Stade Geoffroy-Guichard                                       |                                                               |
| 21:00 CEST | 21:00 CEST | Pirès 43′ (str.) Govou 65′ | (1 – 0) Rapport | Nakamura 59′ | Saint-Étienne Publik: 33 070 Domare: Mark Shield (Australien) | Saint-Étienne Publik: 33 070 Domare: Mark Shield (Australien) |
| 21:00 CEST | 21:00 CEST |                            |                 |              | Saint-Étienne Publik: 33 070 Domare: Mark Shield (Australien) | Saint-Étienne Publik: 33 070 Domare: Mark Shield (Australien) |
| 21:00 CEST | 21:00 CEST |                            |                 |              | Saint-Étienne Publik: 33 070 Domare: Mark Shield (Australien) | Saint-Étienne Publik: 33 070 Domare: Mark Shield (Australien) |

| 9          | 22 juni    | Frankrike                                            | 5 – 0           | Nya Zeeland | Stade de France                                                |                                                                |
| 21:00 CEST | 21:00 CEST | Kapo 17′ Henry 20′ Cissé 71′ Giuly 90+1′ Pirès 90+3′ | (2 – 0) Rapport |             | Saint-Denis, Paris Publik: 36 842 Domare: Masoud Moradi (Iran) | Saint-Denis, Paris Publik: 36 842 Domare: Masoud Moradi (Iran) |
| 21:00 CEST | 21:00 CEST |                                                      |                 |             | Saint-Denis, Paris Publik: 36 842 Domare: Masoud Moradi (Iran) | Saint-Denis, Paris Publik: 36 842 Domare: Masoud Moradi (Iran) |
| 21:00 CEST | 21:00 CEST |                                                      |                 |             | Saint-Denis, Paris Publik: 36 842 Domare: Masoud Moradi (Iran) | Saint-Denis, Paris Publik: 36 842 Domare: Masoud Moradi (Iran) |

| 10         | 22 juni    | Japan | 0 – 1           | Colombia      | Stade Geoffroy-Guichard                                        |                                                                |
| 21:00 CEST | 21:00 CEST |       | (0 – 0) Rapport | Hernández 68′ | Saint-Étienne Publik: 24 541 Domare: Jorge Larrionda (Uruguay) | Saint-Étienne Publik: 24 541 Domare: Jorge Larrionda (Uruguay) |
| 21:00 CEST | 21:00 CEST |       |                 |               | Saint-Étienne Publik: 24 541 Domare: Jorge Larrionda (Uruguay) | Saint-Étienne Publik: 24 541 Domare: Jorge Larrionda (Uruguay) |
| 21:00 CEST | 21:00 CEST |       |                 |               | Saint-Étienne Publik: 24 541 Domare: Jorge Larrionda (Uruguay) | Saint-Étienne Publik: 24 541 Domare: Jorge Larrionda (Uruguay) |

### Grupp B
| Nr | Lag       | S | V | O | F | GM | IM | MS | P |
| -- | --------- | - | - | - | - | -- | -- | -- | - |
| 1  | Kamerun   | 3 | 2 | 1 | 0 | 2  | 0  | +2 | 7 |
| 2  | Turkiet   | 3 | 1 | 1 | 1 | 4  | 4  | 0  | 4 |
| 3  | Brasilien | 3 | 1 | 1 | 1 | 3  | 3  | 0  | 4 |
| 4  | USA       | 3 | 0 | 1 | 2 | 1  | 3  | −2 | 1 |

| 3          | 19 juni    | Turkiet                       | 2 – 1           | USA         | Stade Geoffroy-Guichard                                        |                                                                |
| 19:00 CEST | 19:00 CEST | Okan Y. 40′ (str.) Tuncay 73′ | (1 – 1) Rapport | Beasley 37′ | Saint-Étienne Publik: 16 944 Domare: Jorge Larrionda (Uruguay) | Saint-Étienne Publik: 16 944 Domare: Jorge Larrionda (Uruguay) |
| 19:00 CEST | 19:00 CEST |                               |                 |             | Saint-Étienne Publik: 16 944 Domare: Jorge Larrionda (Uruguay) | Saint-Étienne Publik: 16 944 Domare: Jorge Larrionda (Uruguay) |
| 19:00 CEST | 19:00 CEST |                               |                 |             | Saint-Étienne Publik: 16 944 Domare: Jorge Larrionda (Uruguay) | Saint-Étienne Publik: 16 944 Domare: Jorge Larrionda (Uruguay) |

| 4          | 19 juni    | Brasilien | 0 – 1           | Kamerun   | Stade de France                                                                    |                                                                                    |
| 21:00 CEST | 21:00 CEST |           | (0 – 0) Rapport | Eto'o 83′ | Saint-Denis, Paris Publik: 46 719 Domare: Valentin Valentinovitj Ivanov (Ryssland) | Saint-Denis, Paris Publik: 46 719 Domare: Valentin Valentinovitj Ivanov (Ryssland) |
| 21:00 CEST | 21:00 CEST |           |                 |           | Saint-Denis, Paris Publik: 46 719 Domare: Valentin Valentinovitj Ivanov (Ryssland) | Saint-Denis, Paris Publik: 46 719 Domare: Valentin Valentinovitj Ivanov (Ryssland) |
| 21:00 CEST | 21:00 CEST |           |                 |           | Saint-Denis, Paris Publik: 46 719 Domare: Valentin Valentinovitj Ivanov (Ryssland) | Saint-Denis, Paris Publik: 46 719 Domare: Valentin Valentinovitj Ivanov (Ryssland) |

| 7          | 21 juni    | Kamerun             | 1 – 0           | Turkiet | Stade de France                                                      |                                                                      |
| 19:00 CEST | 19:00 CEST | Njitap 90+1′ (str.) | (0 – 0) Rapport |         | Saint-Denis, Paris Publik: 43 743 Domare: Carlos Amarilla (Paraguay) | Saint-Denis, Paris Publik: 43 743 Domare: Carlos Amarilla (Paraguay) |
| 19:00 CEST | 19:00 CEST |                     |                 |         | Saint-Denis, Paris Publik: 43 743 Domare: Carlos Amarilla (Paraguay) | Saint-Denis, Paris Publik: 43 743 Domare: Carlos Amarilla (Paraguay) |
| 19:00 CEST | 19:00 CEST |                     |                 |         | Saint-Denis, Paris Publik: 43 743 Domare: Carlos Amarilla (Paraguay) | Saint-Denis, Paris Publik: 43 743 Domare: Carlos Amarilla (Paraguay) |

| 8          | 21 juni    | Brasilien   | 1 – 0           | USA | Stade de Gerland                                       |                                                        |
| 21:00 CEST | 21:00 CEST | Adriano 22′ | (1 – 0) Rapport |     | Lyon Publik: 20 306 Domare: Lucílio Batista (Portugal) | Lyon Publik: 20 306 Domare: Lucílio Batista (Portugal) |
| 21:00 CEST | 21:00 CEST |             |                 |     | Lyon Publik: 20 306 Domare: Lucílio Batista (Portugal) | Lyon Publik: 20 306 Domare: Lucílio Batista (Portugal) |
| 21:00 CEST | 21:00 CEST |             |                 |     | Lyon Publik: 20 306 Domare: Lucílio Batista (Portugal) | Lyon Publik: 20 306 Domare: Lucílio Batista (Portugal) |

| 11         | 23 juni    | Brasilien              | 2 – 2           | Turkiet                  | Stade Geoffroy-Guichard                                     |                                                             |
| 21:00 CEST | 21:00 CEST | Adriano 23′ Alex 90+3′ | (1 – 0) Rapport | Gökdeniz 53′ Okan Y. 81′ | Saint-Étienne Publik: 29 170 Domare: Markus Merk (Tyskland) | Saint-Étienne Publik: 29 170 Domare: Markus Merk (Tyskland) |
| 21:00 CEST | 21:00 CEST |                        |                 |                          | Saint-Étienne Publik: 29 170 Domare: Markus Merk (Tyskland) | Saint-Étienne Publik: 29 170 Domare: Markus Merk (Tyskland) |
| 21:00 CEST | 21:00 CEST |                        |                 |                          | Saint-Étienne Publik: 29 170 Domare: Markus Merk (Tyskland) | Saint-Étienne Publik: 29 170 Domare: Markus Merk (Tyskland) |

| 12         | 23 juni    | USA | 0 – 0   | Kamerun | Stade de Gerland                                     |                                                      |
| 21:00 CEST | 21:00 CEST |     | Rapport |         | Lyon Publik: 19 206 Domare: Mark Shield (Australien) | Lyon Publik: 19 206 Domare: Mark Shield (Australien) |
| 21:00 CEST | 21:00 CEST |     |         |         | Lyon Publik: 19 206 Domare: Mark Shield (Australien) | Lyon Publik: 19 206 Domare: Mark Shield (Australien) |
| 21:00 CEST | 21:00 CEST |     |         |         | Lyon Publik: 19 206 Domare: Mark Shield (Australien) | Lyon Publik: 19 206 Domare: Mark Shield (Australien) |

## Utslagsspel

### Semifinaler
| 13         | 26 juni    | Kamerun   | 1 – 0           | Colombia | Stade de Gerland                                   |                                                    |
| 18:00 CEST | 18:00 CEST | Ndiefi 9′ | (1 – 0) Rapport |          | Lyon Publik: 12 352 Domare: Markus Merk (Tyskland) | Lyon Publik: 12 352 Domare: Markus Merk (Tyskland) |
| 18:00 CEST | 18:00 CEST |           |                 |          | Lyon Publik: 12 352 Domare: Markus Merk (Tyskland) | Lyon Publik: 12 352 Domare: Markus Merk (Tyskland) |
| 18:00 CEST | 18:00 CEST |           |                 |          | Lyon Publik: 12 352 Domare: Markus Merk (Tyskland) | Lyon Publik: 12 352 Domare: Markus Merk (Tyskland) |

| 14         | 26 juni    | Frankrike                       | 3 – 2           | Turkiet                 | Stade de France                                                     |                                                                     |
| 21:00 CEST | 21:00 CEST | Henry 11′ Pirès 26′ Wiltord 43′ | (3 – 1) Rapport | Gökdeniz 42′ Tuncay 48′ | Saint-Denis, Paris Publik: 41 195 Domare: Jorge Larrionda (Uruguay) | Saint-Denis, Paris Publik: 41 195 Domare: Jorge Larrionda (Uruguay) |
| 21:00 CEST | 21:00 CEST |                                 |                 |                         | Saint-Denis, Paris Publik: 41 195 Domare: Jorge Larrionda (Uruguay) | Saint-Denis, Paris Publik: 41 195 Domare: Jorge Larrionda (Uruguay) |
| 21:00 CEST | 21:00 CEST |                                 |                 |                         | Saint-Denis, Paris Publik: 41 195 Domare: Jorge Larrionda (Uruguay) | Saint-Denis, Paris Publik: 41 195 Domare: Jorge Larrionda (Uruguay) |

### Match om tredjepris
| 15         | 28 juni    | Colombia      | 1 – 2           | Turkiet               | Stade Geoffroy-Guichard                                       |                                                               |
| 18:00 CEST | 18:00 CEST | Hernández 63′ | (0 – 1) Rapport | Tuncay 2′ Okan Y. 86′ | Saint-Étienne Publik: 18 237 Domare: Mark Shield (Australien) | Saint-Étienne Publik: 18 237 Domare: Mark Shield (Australien) |
| 18:00 CEST | 18:00 CEST |               |                 |                       | Saint-Étienne Publik: 18 237 Domare: Mark Shield (Australien) | Saint-Étienne Publik: 18 237 Domare: Mark Shield (Australien) |
| 18:00 CEST | 18:00 CEST |               |                 |                       | Saint-Étienne Publik: 18 237 Domare: Mark Shield (Australien) | Saint-Étienne Publik: 18 237 Domare: Mark Shield (Australien) |

### Final
| 16         | 29 juni    | Kamerun | 0 – 1 (e.fl.)   | Frankrike | Stade de France                                                                    |                                                                                    |
| 21:00 CEST | 21:00 CEST |         | (0 – 0) Rapport | Henry 97′ | Saint-Denis, Paris Publik: 51 985 Domare: Valentin Valentinovitj Ivanov (Ryssland) | Saint-Denis, Paris Publik: 51 985 Domare: Valentin Valentinovitj Ivanov (Ryssland) |
| 21:00 CEST | 21:00 CEST |         |                 |           | Saint-Denis, Paris Publik: 51 985 Domare: Valentin Valentinovitj Ivanov (Ryssland) | Saint-Denis, Paris Publik: 51 985 Domare: Valentin Valentinovitj Ivanov (Ryssland) |
| 21:00 CEST | 21:00 CEST |         |                 |           | Saint-Denis, Paris Publik: 51 985 Domare: Valentin Valentinovitj Ivanov (Ryssland) | Saint-Denis, Paris Publik: 51 985 Domare: Valentin Valentinovitj Ivanov (Ryssland) |

## Skytteliga
4 mål
- Thierry Henry

3 mål
- Tuncay Sanli
- Giovanni Hernandez
- Okan Yilmaz
- Shunsuke Nakamura
- Robert Pires

2 mål
- Adriano
- Gökdeniz Karadeniz